# Пол Гоув
Пол Гоув  (англ. Paul Howe, 8 січня 1965) — британський плавець, олімпійський медаліст.

## Виступи на Олімпіадах
| Олімпіада         | Дисципліна                            | Місце |
| ----------------- | ------------------------------------- | ----- |
| Лос-Анджелес 1984 | плавання на 400 метрів вільним стилем | 25    |
| Лос-Анджелес 1984 | естафета 4 × 200 вільним стилем       | 3     |
| Сеул 1988         | плавання на 200 метрів вільним стилем | 16    |
| Сеул 1988         | естафета 4 × 200 вільним стилем       | 9     |
| Барселона 1992    | плавання на 100 метрів вільним стилем | 24    |
| Барселона 1992    | плавання на 200 метрів вільним стилем | 13    |
| Барселона 1992    | естафета 4 × 100 вільним стилем       | 7     |
| Барселона 1992    | естафета 4 × 200 вільним стилем       | 6     |

## Зовнішні посилання
- Досьє на sport.references.com